# Самервілл (Нью-Джерсі)
Самервілл (англ. Somerville) — місто (англ. borough) в США, в окрузі Сомерсет штату Нью-Джерсі. Населення — 12 346 осіб (2020).

## Географія
Самервілл розташований за координатами 40°34′11″ пн. ш. 74°36′28″ зх. д. / 40.56972° пн. ш. 74.60778° зх. д. (40.569749, -74.607682). За даними Бюро перепису населення США в 2010 році місто мало площу 6,12 км², з яких 6,04 км² — суходіл та 0,08 км² — водойми.

### Клімат
| Клімат : Самервілл    | Клімат : Самервілл | Клімат : Самервілл | Клімат : Самервілл | Клімат : Самервілл | Клімат : Самервілл | Клімат : Самервілл | Клімат : Самервілл | Клімат : Самервілл | Клімат : Самервілл | Клімат : Самервілл | Клімат : Самервілл | Клімат : Самервілл | Клімат : Самервілл |
| Показник              | Січ.               | Лют.               | Бер.               | Квіт.              | Трав.              | Черв.              | Лип.               | Серп.              | Вер.               | Жовт.              | Лист.              | Груд.              | Рік                |
| Середній максимум, °C | 2,7                | 4,3                | 9,6                | 15,8               | 21,7               | 26,3               | 29,1               | 27,9               | 23,8               | 17,7               | 11,6               | 5,4                | 16,3               |
| Середній мінімум, °C  | −7,2               | −6,3               | −2,1               | 2,9                | 8,4                | 13,6               | 16,6               | 15,9               | 11,6               | 4,8                | 0,4                | −4                 | 4,6                |
| --------------------- | ------------------ | ------------------ | ------------------ | ------------------ | ------------------ | ------------------ | ------------------ | ------------------ | ------------------ | ------------------ | ------------------ | ------------------ | ------------------ |
| Джерело:              |                    |                    |                    |                    |                    |                    |                    |                    |                    |                    |                    |                    |                    |

## Демографія
Згідно з переписом 2010 року, у селищі мешкало 12 098 осіб у 4591 домогосподарстві у складі 2779 родин. Було 4951 помешкання
Расовий склад населення:
| - 65,6 % — білих - 12,2 % — чорних або афроамериканців - 11,4 % — азіатів - 0,3 % — корінних американців - 0,1 % — вихідців з тихоокеанських островів - 6,3 % — осіб інших рас |

До двох чи більше рас належало 4,1 %. Частка іспаномовних становила 23,7 % від усіх жителів.
За віковим діапазоном населення розподілялося таким чином: 21,3 % — особи молодші 18 років, 67,7 % — особи у віці 18—64 років, 11,0 % — особи у віці 65 років та старші. Медіана віку мешканця становила 35,5 року. На 100 осіб жіночої статі у селищі припадало 107,3 чоловіків; на 100 жінок у віці від 18 років та старших — 106,7 чоловіків також старших 18 років.
Середній дохід на одне домашнє господарство становив 84 814 долари США (медіана — 70 643), а середній дохід на одну сім'ю — 97 550 доларів (медіана — 82 964). Медіана доходів становила 55 141 долар для чоловіків та 51 919 доларів для жінок. За межею бідності перебувало 6,4 % осіб, у тому числі 8,2 % дітей у віці до 18 років та 7,8 % осіб у віці 65 років та старших.
Цивільне працевлаштоване населення становило 6527 осіб. Основні галузі зайнятості: освіта, охорона здоров'я та соціальна допомога — 20,1 %, науковці, спеціалісти, менеджери — 18,2 %, мистецтво, розваги та відпочинок — 10,0 %, виробництво — 9,8 %.

## Персоналії
- Лі Ван Кліф (1925—1989) — американський актор.